# Thutmosis I.
Thutmosis I. war der dritte altägyptische König (Pharao) der 18. Dynastie (Neues Reich) und regierte von etwa 1504 v. Chr. bis um 1492 v. Chr.
Mit großer Wahrscheinlichkeit ist sein Porträt auf dem Bildnis eines Königs beim Opfern abgebildet.

## Weitere Namen
- Beiname zum Thronnamen: Von Re Erschaffener/Erwählter/Großgezogener; Zeichen/Plan des Amun.
- Horus-Name (weitere Variation): Starker Stier des Re bzw. Geliebter des Re, der mit der Weißen Krone erscheint.
- Nebti-Namen: Der mit/in der Schlangengöttin erscheint, mit großer Kraft (Variiert: Der alle Länder erobert, bzw. der Atum preist, mit manifesten Erscheinungen).
- Goldnamen: Mit schönen Jahren, der die Herzen leben lässt (Variiert: Der die Neun Bogen schlägt, bzw. mit großer Kraft und reichlicher Schlagkraft, mit gedeihlichen Jahren im großen Haus der Maat).
- Auf einer Stele, welche sich heute im Louvre befindet, ist für diesen Regenten auch folgender Titel angegeben: „Meri-Min-Hor-nacht“ (Mr.j-Mn-Ḥr.(w)-nḫt); Geliebt von Min-Hor-nacht;  wobei die Bezeichnung „Min-Hor-nacht“ eine Sonderform des Gottes Horus beziehungsweise Min darstellt, die besonders in Abydos verehrt wurde.[2]

## Familie
- Vater: unbekannt
- Mutter: Seniseneb
- Ehefrau: Ahmose (Große königliche Gemahlin) und Mutnofret (Nebenfrau)
- Kinder: mit Ahmose zwei Söhne: Amen-mes und Wadjmes sowie zwei Töchter: Nofrubiti und Hatschepsut; mit Mutnofret einen Sohn, den späteren Thutmosis II.

Dem Ägyptologen Thomas Schneider zufolge gibt es noch einen Sohn namens Amunmose. Allerdings dürfte dieser Amunmose mit dem altbekannten Prinzen Amen-mes identisch sein, denn die Namensform Amunmose stellt nur eine – bessere – Wiedergabe des hieroglyphischen Namens Amen-mes in deutscher bzw. europäischer Schreibweise dar.
Seni-Seneb als Mutter des Königs ist belegt. Es gibt jedoch Hinweise, dass sein Vater ein General des Amenophis I. war. Damit würde die Theorie „Sohn einer Nebenfrau Amenophis’ I.“ entfallen.

## Thronbesteigung

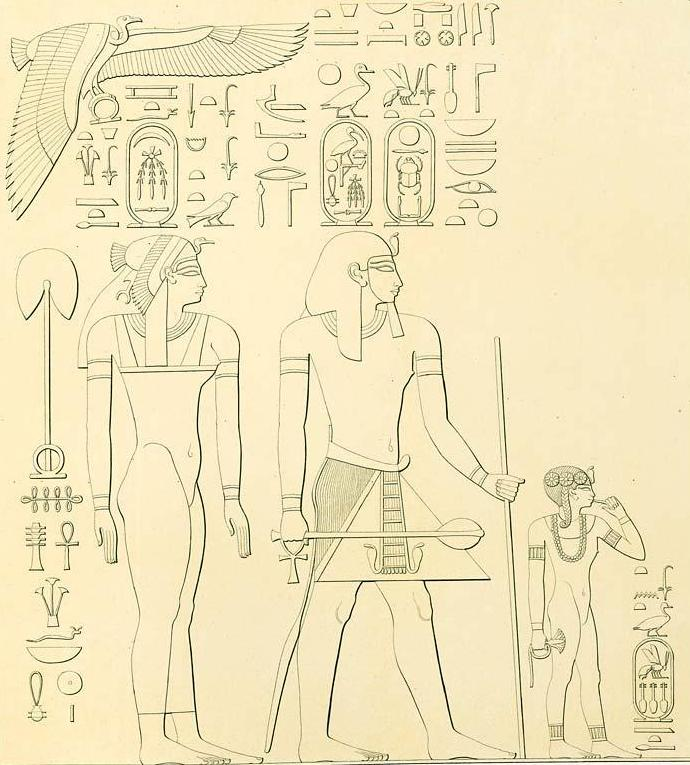
Königin Ahmose, Thutmosis I. und Nofrubiti

Thutmosis I. bestieg am 21. Peret III (9. Märzgreg.) 1504 v. Chr. den Thron. An die Macht kam er durch seine Heirat mit Ahmose, der Tochter seines Vorgängers Amenophis I. Einiges spricht dafür, dass Thutmosis bereits in den letzten Regierungsjahren seines Vorgängers als Mitregent eingesetzt wurde. Auf einem Schrein für den Reichsgott Amun in Karnak findet sich ein Hinweis darauf, dass zwischen Amenophis und Thutmosis eine Mitregentschaft existiert haben könnte.
Von den Kindern mit seiner Großen königlichen Gemahlin Ahmose überlebte nur Hatschepsut, die anderen starben früh (Amunmose mit 12 Jahren). Mut-nofret, die Nebenfrau Thutmosis I., gebar einen Sohn, der als Thutmosis II. zu seinem Nachfolger wurde und seine Halbschwester Hatschepsut heiratete.

## Herrschaft
Seine ersten Regierungsjahre waren von energischen militärischen Vorstößen bis in den Sudan und nach Vorderasien gekennzeichnet. Im zweiten Jahr warf Thutmosis zuerst den Aufstand eines nubischen Fürsten nieder, dessen Leiche am Bug des Königsschiffes aufgehängt wurde, wie aus einer Inschrift in Tombos am 3. Katarakt und aus einer weiteren Inschrift in Assuan anlässlich der Rückkehr des Heeres zu Beginn des dritten Jahres deutlich wird. Eine Grenzinschrift in Kurgus und ein Festungsbau zeigen jedoch, dass Thutmosis zuvor weit nach Süden vordrang und somit das für den innerafrikanischen Handel, die Schifffahrt und den Zugang zu den Goldminen wichtige Gebiet unter ägyptische Kontrolle brachte. Das nubische Gebiet wurde fortwährend durch fünf nubische Fürsten verwaltet.
Der  Syrienfeldzug des Thutmosis – welcher zeitlich möglicherweise in das vierte oder fünfte Regierungsjahr eingeordnet werden kann – wurde nach einer Inschrift als Vergeltung für das Böse geführt. Er rückte bei diesem Feldzug mit seiner Armee bis nach Nordmesopotamien vor und ließ bei Karkemiš am Euphrat eine Siegesstele errichten. Anschließend jagte Thutmosis I. in der Gegend des syrischen Ortes Nija (heute Qal'at al-Mudiq) erfolgreich Elefanten. Seine Tochter Hatschepsut stiftete später, wie Reliefszenen in ihrem Totentempel von Deir el-Bahari dokumentieren, die dabei erbeuteten Stoßzähne dem Reichsgott Amun-Re.

Größte territoriale Ausdehnung Ägyptens im 15. Jahrhundert v. Chr.

Manetho datierte seine Regierungsdauer auf 9 Jahre und 9 Monate, was für den Nachfolger Thutmosis II. eine Thronbesteigung in den Achet-Monaten bedeuten würde.

## Bautätigkeit
Die bisherigen Tempelanlagen in Karnak entsprachen nicht den Ansprüchen des Reichsgottes Amun-Re. Thutmosis I. ließ die bestehenden Heiligtümer des Mittleren Reiches von einer Mauer umgeben, erbaute den vierten und fünften Pylon von Karnak und stellte vor dem damaligen Tempeleingang ein Paar Obelisken auf, von denen einer noch heute erhalten ist. In nahezu allen bedeutenden Orten des Landes sind Bautätigkeiten durch ihn belegt.
Weitere Bauorte sind Theben, Elephantine, Armant, Ombos, Abydos, el-Hibe, Memphis, Gizeh; in Nubien in Buhen, Qasr Ibrim, Sai, Semna und auf dem Sinai in Serabit el-Chadim.

## Grab

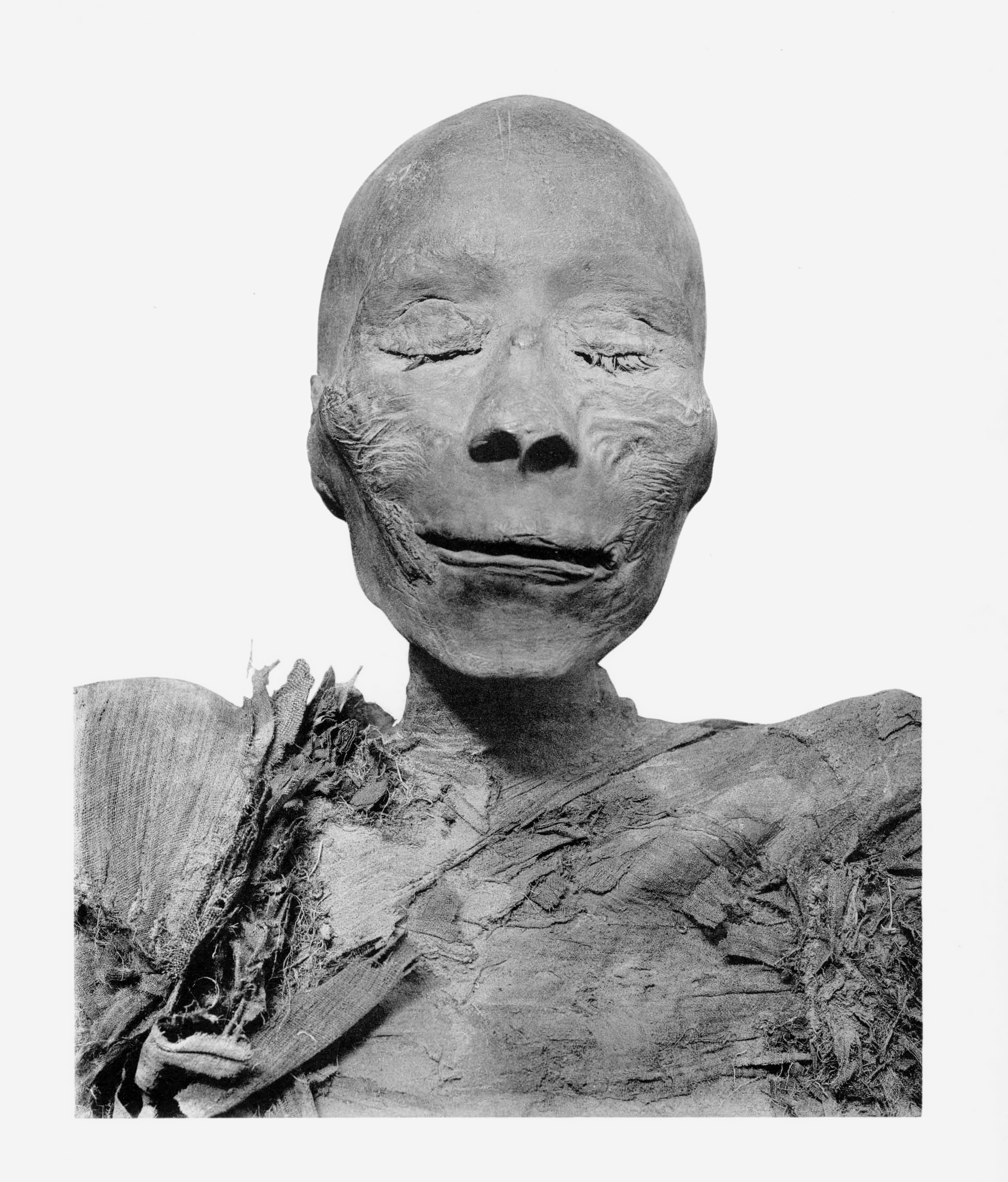
Kopf der Mumie von Thutmosis I., Ägyptisches Museum Kairo (CG 61065)

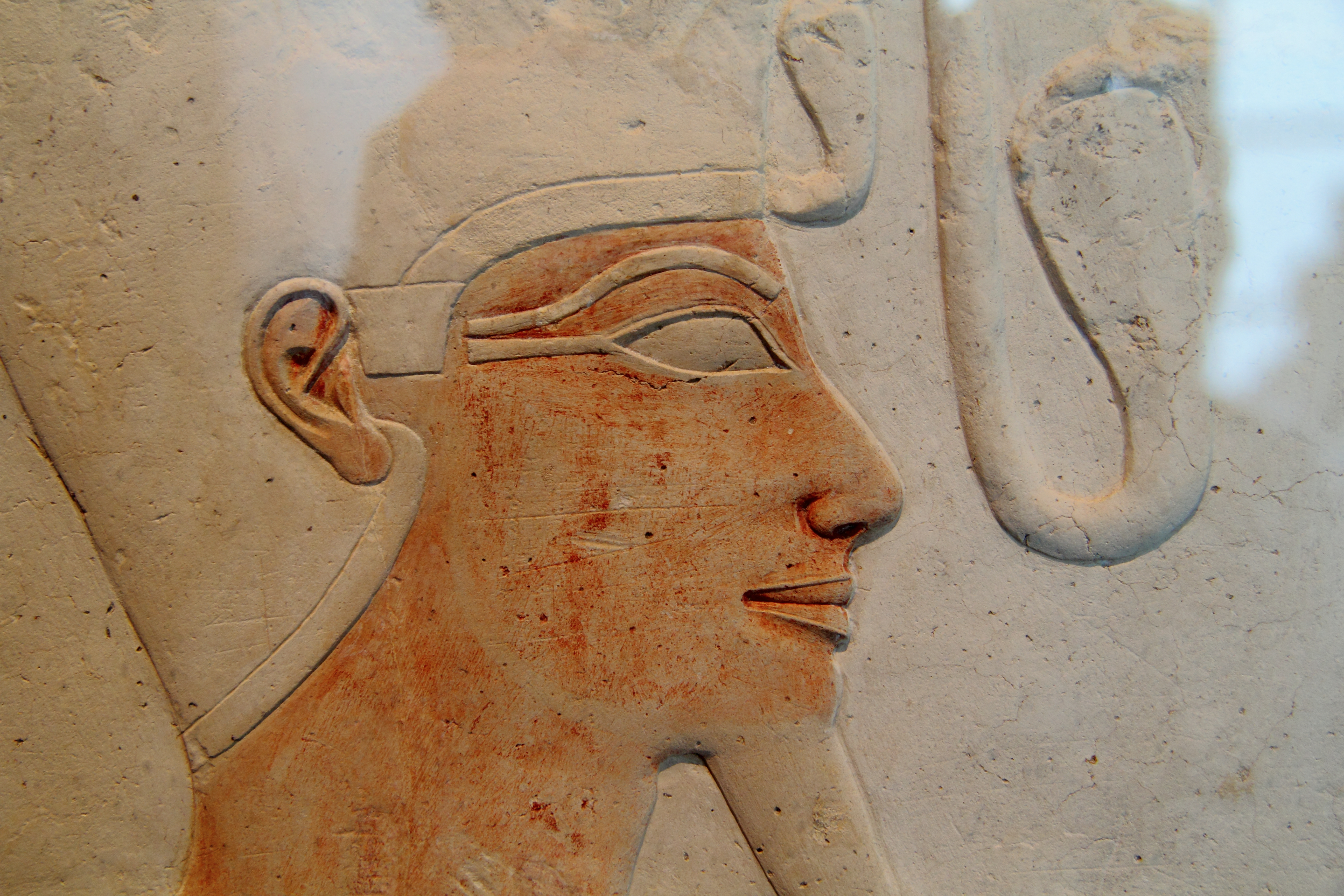
Relief des nach seinem Tode vergöttlichten Thutmosis I. aus dem Totentempel der Hatschepsut

Thutmosis I. war der erste Pharao, der sein Grab im Biban el Moluk, dem Tal der Könige, errichten ließ. Das Grab trägt heute die Nummer KV38. Es deutet jedoch einiges darauf hin, dass er zunächst im Grab KV20 bestattet wurde, der Grabstätte seiner Tochter Hatschepsut, wofür sich John Romer und Nicholas Reeves und dagegen Peter Der Manuelian und Christian Loeben aussprechen. Seine Pyramide war der Berg el-Qurn („das Horn“), der vom Aussehen her einer Pyramide ähnlich ist.
Die Mumie des Thutmosis I. wurde in der Cachette von Deir el-Bahari (DB/TT320) gefunden. Wahrscheinlich wurde sie in der 21. Dynastie mit der seines Sohnes Thutmosis II. verwechselt, da das Aussehen beider sehr ähnlich ist. Auch die Relation von Sterbealter und Regierungszeit deutet auf eine Verwechslung hin.